# Онопенко, Василий Васильевич
Васи́лий Васи́льевич Оно́пенко (укр. Василь Васильович Онопенко; род. 10 апреля 1949, село Великие Крушлинцы) — украинский политический деятель, судья, министр юстиции Украины в 1991—1995 годах, глава Верховного Суда Украины в 2006—2011 годах, кандидат наук (1994), заслуженный юрист Украины (2005).

## Биография
Родился 10 апреля 1949 года в селе Большие Крушлинцы Винницкой области УССР. В 1969 году закончил Львовский электротехникум связи, однако вскоре заинтересовался правом и поступил в Харьковский юридический институт, который он окончил в 1975 году. Пройдя стажировку в Винницком и Литинском областных судах, в 1976 году Василий Онопенко был избран народным судьёй Литинского районного суда. Впоследствии он стал главой Литинского райсуда. С 1981 по 1985 год Василий Онопенко работал заместителем главы Черновицкого областного суда, после чего являлся судьёй гражданской коллегии Верхового Суда Украинской ССР.
В 1991 году Василий Онопенко был назначен на должность заместителя министра юстиции УССР, а в ноябре того же года стал министром юстиции УССР (впоследствии — Украины). На этом посту Василий Онопенко пребывал до августа 1995 года, когда в знак протеста против неправильного по его мнению хода расследования событий 18 июля 1995 года на Софийской площади в Киеве (избиение похоронной процессии во время погребения патриарха Владимира) он подал в отставку.
21 января 1995 года возглавляемая Василием Онопенко со дня её создания в 1994 году Партия прав человека объединилась с рядом других социал-демократических партий, в результате чего была образована Социал-демократическая партия Украины (впоследствии Социал-демократическая партия Украины (объединённая)). Сам Василий Онопенко был избран главой этой новой политической силы.
На парламентских выборах в марте 1998 года Василий Онопенко выступал под номером 3 избирательного списка СДПУ (О) и был избран депутатом Верховной рады Украины. Однако вскоре он вступил в конфликт с другими видными членами своей партии и 3 октября 1998 года был смещён с поста её председателя. После этого Василий Онопенко вместе со своими соратниками создал Украинскую социал-демократическую партию (УСДП) и был избран её главой.
31 октября 1999 года Василий Онопенко участвовал в первом туре президентских выборов. На них он занял восьмое место из тринадцати, набрав 0,47 % (124 040 голосов).
С мая 2000 года Василий Онопенко является членом Высшего совета юстиции Украины.
После того, как УСДП с рядом других партий создала Блок Юлии Тимошенко, Василий Онопенко был включён в избирательный список этого блока под номером 4 и в марте 2002 года во второй раз стал народным депутатом Украины. В том же году он был избран судьёй Верховного Суда Украины, однако до сентября 2006 года не принимал участия в его работе, будучи депутатом.
На парламентских выборах 26 марта 2006 года Василий Онопенко опять выступал под номером 4 избирательного списка БЮТ и в третий раз стал членом украинского парламента.
20 сентября 2006 года Василий Онопенко подал прошение о лишении его депутатского мандата в связи с желанием активного участия в работе Верховного Суда Украины. 5 октября того же года его прошение было удовлетворено. В то время он уже был главой Верховного Суда Украины (с 29 сентября). В связи с переходом на эту важную должность 4 ноября 2006 года Василий Онопенко перестал быть главой УСДП.
После ухода от власти правительства Тимошенко и открытия уголовных дел против ряда её сторонников, Василий Онопенко также подпал под следствие, проводимое Генеральной прокуратурой Украины.
9 марта 2011 года Судьи Верховного Суда Украины на Пленуме Верховного Суда Украины подали Представление о выражении недоверия Главе Верховного Суда Украины В. В. Онопенко.
Онопенко написал 25-страничное письмо, в котором опроверг аргументы инициаторов его отставки.
На созванном 11 марта 2011 года Пленуме Верховного суда Украины «Против» проголосовали 28 судей «За» выражение недоверия главе суда — 17 судей. Онопенко остался в должности.
Кавалер ордена князя Ярослава Мудрого V степени (23 июня 2009)